# Thomas Ohlsson
Thomas Ohlsson (n. 20 septembrie 1958, Norrköping, Östergötland, Suedia) este un caiacist ce a reprezentat Suedia, medaliat olimpic. A participat la 2 ediții ale Jocurilor Olimpice (1980, 1984) în care a câștigat o medalie de argint.